# Wolfstone
I Wolfstone sono un gruppo musicale di genere folk rock scozzese fondatosi nel 1989.
Suonano sia musiche tradizionali che musiche originali scritte da e per loro, con sonorità tradizionali ed anche moderne, alternano brani strumentali ad altri cantati.

## Formazione
- Stevie Saint  - cornamusa, whistle
- Duncan Chisholm  - violino tipo fiddle
- Stuart Eaglesham  - voce, chitarra
- Ross Hamilton  - basso, chitarra, pianoforte, percussioni, cucchiai Theramis The Saw
- Alyn Cosker  - percussioni, tastiere
- Colin Cunningham  - basso, chitarra, piccolo Ham String

## Discografia
- 1991 - Unleashed
- 1992 - The Chase
- 1994 - Year of the Dog
- 1996 - The Half Tail
- 1997 - Pick of the Litter (Best of)
- 1998 - This Strange Place
- 1999 - Seven
- 2000 - Not Enough Shouting (live)
- 2002 - Almost an Island
- 2007 - Terra Firma